# Florian Graf (Künstler)

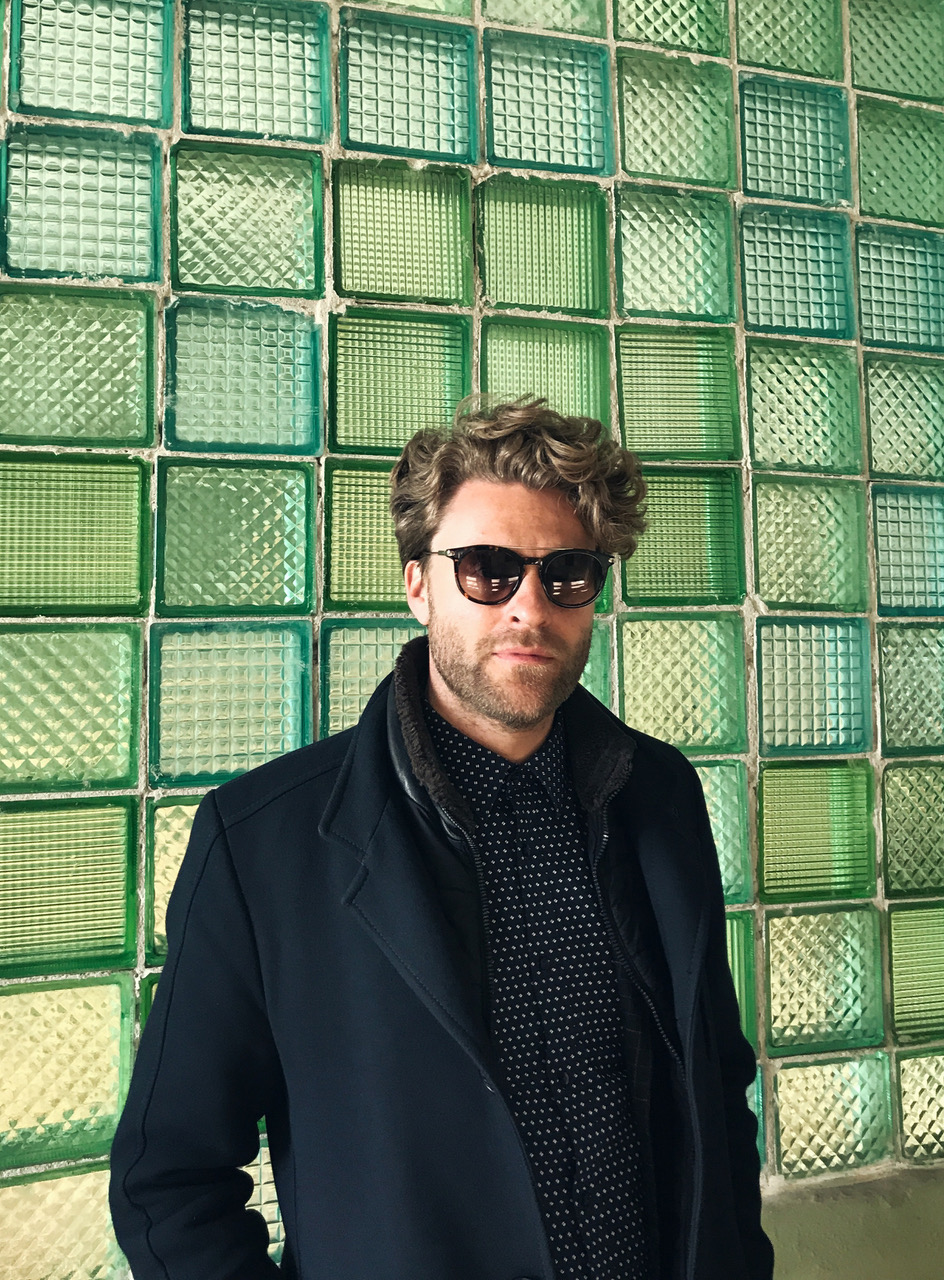
Florian Graf, Ural Biennial of Contemporary Art, 2017

Florian Graf (* 1980 in Basel) ist ein deutsch-schweizerischer Bildhauer, Zeichner, Konzeptkünstler und Architekt.

## Leben
Florian Graf studierte von 1999 bis 2005 Architektur an der ETH Zürich, wo er noch als Student Mitbegründer des Jubiläumsprojektes ETH House of Science in Afghanistan war, anstatt eines ephemeren Pavillons in Zürich, wurde mit dem Wettbewerbsbudget eine Universität in Bamiyan errichtet. Nach seiner Arbeit mit dem Künstler und Regisseur Robert Wilson in New York, absolvierte er einen Master am Edinburgh College of Art, gefolgt von einem Stipendiat an der Royal Drawing School in London und einem Fulbright Fellowship an der School of the Art Institute of Chicago. 2011 lebte er als iaab-Stipendiat in Berlin, von 2012 bis 2013 am Instituto Svizzero in Rom und nach Aufenthalten in Athen 2015 an der Cité Internationale des Arts in Paris. Florian Graf wurde durch Ausstellungen und Kunstprojekte international bekannt und wurde für seine Arbeit mit zahlreichen Preisen ausgezeichnet. Er unterrichtete an verschiedenen Kunstschulen, in Form von Workshops unter anderen an der HEAD Genf oder der HKB Bern und von 2016 bis 2017 als Dozent für Kunst und Architektur an der ETH Zürich.

## Werk
In seinem Schaffen bewegt sich Florian Graf an der Schwelle von Kunst und Architektur und verknüpft dabei Skulptur, Installation, Zeichnung, Fotografie, und Kurzfilme. Sein Interesse gilt der psychologischen und emotionalen Wirkung von Räumen auf ihre Benutzer. Im Wechselspiel zwischen Imagination, Tatsachen, Träumen und Ängsten vereint er visionäre Kraft mit konzeptueller Logik, Erzählfreude und Humor. Das Zeichnen, das Modellieren und Schaffen von Skulpturen stehen im Zentrum von Grafs künstlerischer Tätigkeit. Er schafft an spezifischen Orten poetische Verdichtung. Beispielsweise thematisiert als fiktive Immobilienagentur die Architekturutopien des 20. Jahrhunderts. Für die Ausstellung Well, Come (2011) transformierte er die Kathedrale des Klosters Bellelay in sein Atelier und baute eine 14 m hohe Skulptur in das Kirchenschiff. Ghost Light Light House (2012) wiederum bestand aus einer leuchtturmartigen Skulptur, die anstatt fest verankert Halt zu geben, auf dem Bodensee als Irrlicht flackerte. Für die Ausstellung Chamber Music (2015) in der Kunst Halle Sankt Gallen schuf er mehrere Skulpturen, die sowohl den öffentlichen Raum, den intimen Wohn- als auch den Naturraum thematisierten.
Seine Fotoarbeiten und Zeichnungen reflektieren das räumliche Schaffen. Aus den Zeichnungsbüchern, die ihren Ursprung angeblich in der Kindheit fänden, resultieren die meisten seiner Werke.
Der Kunstkritiker und Theoretiker Michael Newman schrieb über Graf: “Seine Kunst ist utopisch, nicht in dem Sinn, dass sie eine der Gegenwart entgegengesetzte Zukunft projiziert, sondern indem sie die Gegenwart sich selber entgegensetzt.”

## Ausstellungen (Auswahl)

### Einzelausstellungen
- 2019: Florian Graf, Kunsthaus Pasquart, Biel[3]
- 2018: Out & About, Hofgut Mapprach, Zeglingen/Basel
- 2016: Stultitia II - Floating Folly, skulpturale Performance auf dem Rhein, von Basel bis Rotterdam in Zusammenarbeit mit dem HMB Basel and CBK Rotterdam
- 2015: Chamber Music, Kunst Halle Sankt Gallen, St. Gallen[4]
- 2015: Dwell Time, Grieder Contemporary, Zürich
- 2015: Housewarming, Villa Wenkenhof, Basel
- 2014: Acting Stolby, Krasnoyarsk Museum Center, Krasnojarsk
- 2013: Tugendtempel, Wettsteinplatz, Basel (während Art Basel)
- 2012: Ghost Light Light House, Zeppelin Museum, Friedrichshafen
- 2012: Scene One, Take You, La rada, Locarno (während des Locarno Film Festivals)
- 2011: Well, Come, Abbatiale de Bellelay, Bellelay
- 2010: Waltzing Walls, Art Chicago, Special Exhibitions, Chicago
- 2009: Vorfreude, Goethe-Institut, Glasgow

### Gruppenausstellungen
- 2022: Cosmos Emma Kunz. A Visionary in Dialogue with Contemporary Art, Tabakalera, San Sebastián
- 2022:Triple Take, Wilde Gallery, Basel
- 2021: Höhenrausch, Wie im Paradies, OÖ Kulturquartier, Linz
- 2021: Kosmos Emma Kunz, Eine Visionärin im Dialog mit zeitgenössischer Kunst, Aargauer Kunsthaus, Aarau
- 2021: Zur Kraft unserer Wünsche, Träume und Imagination, Vögele Kultur Zentrum, Pfäffikon
- 2020: Perspectives. La collection d'art Helvetia, Musée d'art de Pully, Pully
- 2020: Habitat, Public Art Biennial, Morcote
- 2020: Kunsthaus Centre d'Art Pasquart zu Gast, Kunsthaus Baselland, Muttenz/Basel
- 2019: #Draisine Derby, für Kunstmuseum Basel, Basel
- 2019: Gasträume, Kunst im öffentlichen Raum, Stadt Zürich
- 2019 Shaping the Future, Arp Museum, Bahnhof Rolandseck, Remagen
- 2018: Heimspiel, Kunstmuseum St. Gallen, St. Gallen
- 2018: The Collection for the Poor Collector, Sperling, München
- 2018: Water Yump, Museum Tinguely, Basel
- 2018: 20 Jahre Kunst Raum Riehen – Die Jubiläumsausstellung, Kunstraum Riehen, Riehen/Basel
- 2018:  Performance Process, New Swiss Performance Now, Kunsthalle Basel, Basel
- 2017: Duett mit KünstlerIn, Museum Morsbroich, Leverkusen
- 2017:  Publishing as an Artistic Toolbox: 1989-2017, Kunsthalle Wien, Wien
- 2017: 4th Ural Industrial Biennial of Contemporary Art, Jekaterinburg
- 2017: Voyage, Voyage! Über das Reisen in der Kunst, Kunstmuseum Olten, Olten
- 2016: Royal Drawing School Exhibition, Christie’s New York, New York
- 2015: Heimspiel, Kunstmuseum St. Gallen, St. Gallen
- 2014: Émergences, Bex & Arts, Triennale de Sculpture, Szilassy
- 2014: Le Jeu du Champ, Exhibition Hall, Krasnojarsk Book Fair, Krasnojarsk
- 2013: Swiss Art Awards, Art Basel, Basel
- 2012: Wir sind alle Astronauten, Zeppelin Museum, Friedrichshafen
- 2011: Les Urbaines, Lausanne
- 2010: Kamasutra Spoon, Moscow Biennale for Young Art, Moscow Museum of Modern Art, Moscow
- 2010: Chasing Dreams, Kunstraum Riehen, Riehen/Basel
- 2010: Effervescent Condition, Xuzhou Museum, Xuzhou
- 2009: Camera Infinita, Art Institute Shibukawa, Japan
- 2008: CloseUp, Edinburgh Art Festival
- 2008: Oslo Kino UFO, Moscow Biennale for Young Art, Moscow Museum of Modern Art
- 2008: We, Gatherers, Caledonian Hall in Collaboration with Inverleith House
- 2007: Wall Painting with Franz Graf, National Gallery of Modern Art, Edinburgh
- 2006: [arhitektura|2006], Zagrebacki_Salon, Zagreb
- 2005: Jubiläum 150 Jahre ETH Zürich, Platzspitz Landesmuseum, Zürich

## Auszeichnungen (Auswahl)
- 2019: Residency Schwarz Foundation
- 2018: Stipendium Künstlerhaus Schloss Balmoral
- 2017: Prix Visarte, Förderpreis der UBS-Kulturstiftung, Werkbeitrag Ausserrhodische Kulturstiftung
- 2015: Kulturförderpreis der Alexander Clavel Stiftung, Atelier Mondial, Cité Internationale des Arts, Paris
- 2014: Werkbeitrag Kunstkredit Basel
- 2013: Swiss Art Award und Patronagefonds, Kunsthalle Basel
- 2012: Fellow Sommerakademie im Zentrum Paul Klee, DAM International Architectural Book Award / Membro ISR, Rom
- 2011: Stipendium der ZF Kunststiftung und IAAB-Stipendium Berlin
- 2010: Collection Cahiers d’Artistes, Serie X
- 2009: Fulbright Fellowship / Diploma with Distinction University of Edinburgh
- 2008: DAAD Scholarship
- 2007: Scholarship Ikea Foundation
- 2006: Rewarded in „Die 100 wichtigsten Schweizer“, Schweizer Illustrierte
- 2005: ETH Medal & Willi-Studer-Prize for the best Degree in Architecture
- 2004: First Prize Holcim Next Generation Award for Sustainable Construction, First Prize Competition «Luftschloss» 150 Jubelee of ETH